# Obi (Nassaraua)
Obi é uma cidade e área de governo local da Nigéria situada no estado de Nassaraua. Compreende área de 967 quilômetros quadrados e segundo censo de 2006 havia 148 874 habitantes.